# Naturschutzgebiet 'Binnendünen bei Siegenburg und Offenstetten'
Naturschutzgebiet 'Binnendünen bei Siegenburg und Offenstetten' este o arie protejată (arie specială de conservare — SAC, sit de importanță comunitară — SCI) din Germania întinsă pe o suprafață de 48,54 ha, integral pe uscat.

## Localizare
Centrul sitului Naturschutzgebiet 'Binnendünen bei Siegenburg und Offenstetten' este situat la coordonatele 48°45′12″N 11°49′51″E / 48.7533°N 11.8308°E.

## Înființare
Situl Naturschutzgebiet 'Binnendünen bei Siegenburg und Offenstetten' a fost declarat sit de importanță comunitară în mai 1997 pentru a proteja 3 specii de animale. Situl a fost protejat și ca arie specială de conservare în aprilie 2016.

## Biodiversitate
Situată în ecoregiunea continentală, aria protejată conține 2 habitate naturale: Vegetație psamofilă uscată cu pășuni deschise de Corynephorus și Agrostis, Păduri de pin din stepa sarmatică.
La baza desemnării sitului se află mai multe specii protejate de  păsări (3): caprimulg (Caprimulgus europaeus), sfrâncioc roșiatic (Lanius collurio), ciocârlie de pădure (Lullula arborea).